# Berati (prefeitura)
Berati (em albanês:  Qarku i Beratit) é uma prefeitura da Albânia. Sua capital é a cidade de Berati.

## Distritos e municipalidades
A prefeitura de Berati está divida administrativamente em três distritos, que por sua vez se subdividem em 25 municipalidades, sendo 5 municípios (em albanês:  bashkia, indicados com (*) na lista abaixo) e 20 comunas (em albanês:  komuna):

### Berati
| - Berati* - Cukalat - Kutalli | - Lumas - Otllak - Poshnjë | - Roshnik - Sinjë - Tërpan | - Urë Vajgurore* - Velabisht - Vërtop |

### Kuçovë
| - Kozarë | - Kuçovë* | - Perondi |

### Skrapar
| - Bogovë - Çepan - Çorovodë* | - Gjerbës - Leshnjë - Poliçan* | - Potom - Qendër | - Vëndreshë - Zhepë |